# Pentax S2
Asahi Pentax S2 (Asahiflex H2) — малоформатный однообъективный зеркальный фотоаппарат, производившийся фирмой Asahi Optical. Камера была представлена осенью 1959 и производилась до 1963 года в чёрном и чёрно-серебристом исполнении. Всего было выпущено 130 892 камер этой модели, после чего камера была снята с производства уступив место обновлённой модели Pentax S3. Модель S2 была, по сути, камерой Pentax K с некоторыми усовершенствованиями, но без выдержки 1/1000 с.

## Отличия от камеры-предшественницы Pentax K
В отличие от предшественницы выдержки затвора задавались единственной головкой на верхней панели камеры. Набор выдержек, в целом, остался прежним, утратив лишь 1/1000 с: 1/500, 1/125, 1/60, 1/30, 1/15, 1/8, 1/4, 1/2, 1 с, T и B. Камера комплектовалась обновлённым кит-объективом: «Auto-Takumar 55 мм 1:2», который мог диафрагмироваться автоматически. Это позволяло производить наводку на резкость при открытой диафрагме, что упрощало задачу (особенно в условиях недостаточной освещенности). Предполагалось, что после ручной установки диафрагмы последняя открывалась фотографом посредством специального рычажка, а при спуске камера автоматически закрывала её до предустановленного значения. Крошечное окно индикатора рядом с кнопкой спуска, сигнализировало красным, если затвор был взведён. Это нововведение впервые появилось у фирмы именно в этой модели и присутствовало во всех резьбовых моделях, KM, KX, и K1000. В остальном камера полностью повторяла предшественницу: имела защиту от двойного экспонирования кадра, взвод механического фокального затвора с горизонтальным ходом матерчатых шторок осуществлялся рычагом, позаимствованным у Asahi Pentax. Сохранилась и пара синхроконтактов FP и X.

## Название камеры
Компания Honeywell была эксклюзивным дистрибьютором Asahi Optical в США с 1959 по 1974 год. В связи с этим все камеры Asahi Optical на территории США продавались под торговой маркой Honeywell, что отражалось в логотипе нанесённом на фронтальную часть пентапризмы.

## Совместимость
«Asahi Pentax S2» совместим с любыми объективами с резьбой M37×1 (с помощью адаптера) или M42×1 с рабочим отрезком 45,5 мм.